# Pfarrkirche Schattendorf

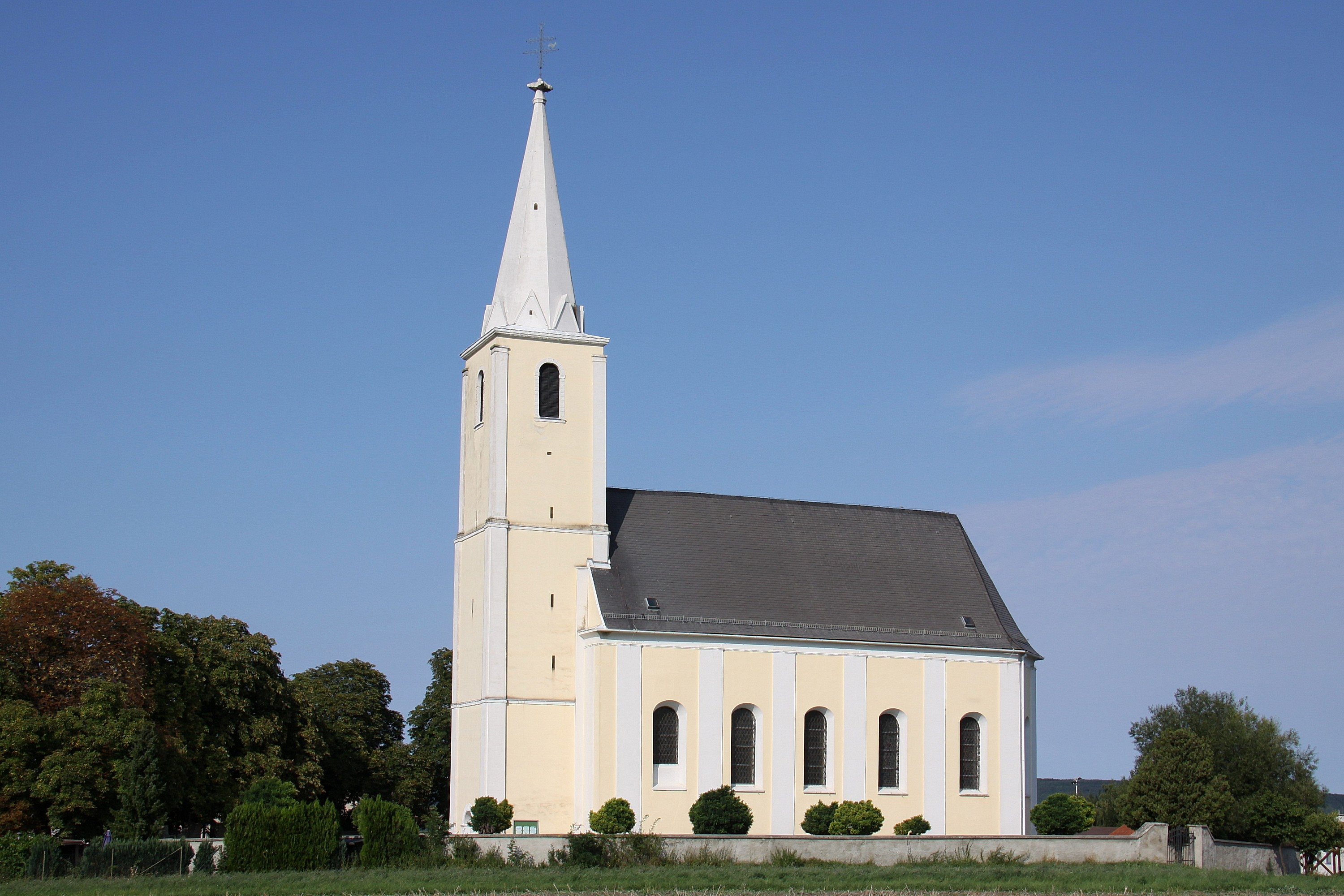
Kath. Pfarrkirche hl. Michael in Schattendorf

Die römisch-katholische Pfarrkirche Schattendorf steht auf einem erhöhten Gelände außerhalb des Ortes hart an der ungarischen Grenze in der Marktgemeinde Schattendorf im Bezirk Mattersburg im Burgenland. Die auf den heiligen Erzengel Michael geweihte Pfarrkirche gehört zum Dekanat Mattersburg in der Diözese Eisenstadt. Die Kirche steht unter Denkmalschutz.

## Geschichte
Eine Pfarre wurde vor 1588 genannt. Die heutige Kirche wurde laut einer Inschrift in der Kirche unter Einbeziehung älteren Mauerwerks von 1700 bis 1707 erbaut. Der Turm entstand 1747. Im Jahr 1970 fand eine Restaurierung statt.

## Architektur
Der barocke Kirchenbau mit einem Langhaus und gleich breitem Chor mit einem polygonalen Schluss hat einen Westturm. Der Fassadengiebel schließt mit treppenförmig angelegten Ziegeln ab. Der massive dreigeschoßige Turm – unten im Kern wohl älter – mit Schießscharten trägt einen steinernen Pyramidenhelm zwischen kleinen bombenbekrönten Eckpyramiden.
Das Langhaus ist ein hoher weiter vierjochiger Raum unter einem Tonnengewölbe mit Stichkappen und Gurten auf Pilastern. Die dreiachsige Empore hat Kreuzgratgewölbe. Am Übergang zum Chor sind Doppelpfeiler. Der Chor hat ein Tonnengewölbe, über der Apsis ist eine Schale mit Stichkappen, die Pilasterkapitelle zeigen vergoldete Voluten und Rocaillenzier. In der Nordwand des Chores ist ein Sakristeiportal mit Stuck und der Inschrift Privis Cor abstege Sie Ad Sacra Perege Ao 1703 und ein Doppelfenster zum Oratorium.

## Ausstattung
Der Hochaltar ist aus der ersten Hälfte des 18. Jahrhunderts und trägt einen Tabernakel mit Engeln. An der Apsiswand zeigt ein bemerkenswertes Altarbild in einem Rocaillerahmen den hl. Michael und den Engelsturz bezeichnet mit Scóla Tintoretto. Die Orgel aus 1991 mit 9 Registern wurde von Orgelbau M. Walcker-Mayer in Guntramsdorf gebaut.